# Calamus lacciferus
Calamus lacciferus är en enhjärtbladig växtart som beskrevs av Lakshmana och Renuka. Calamus lacciferus ingår i släktet Calamus och familjen Arecaceae. Inga underarter finns listade i Catalogue of Life.